# Liberty Township (comté de Macon, Missouri)
Liberty Township est un ancien township, situé dans le comté de Macon, dans le Missouri, aux États-Unis,.